# Episodi di Maverick (quarta stagione)
La quarta stagione della serie televisiva Maverick è andata in onda negli Stati Uniti dal 18 settembre 1960 al 23 aprile 1961 sulla ABC.
| nº | Titolo originale              | Titolo italiano | Prima TV USA      | Prima TV Italia |
| -- | ----------------------------- | --------------- | ----------------- | --------------- |
| 1  | The Bundle from Britain       |                 | 18 settembre 1960 |                 |
| 2  | Hadley's Hunters              |                 | 25 settembre 1960 |                 |
| 3  | The Town That Wasn't There    |                 | 2 ottobre 1960    |                 |
| 4  | Arizona Black Maria           |                 | 9 ottobre 1960    |                 |
| 5  | Last Wire from Stop Gap       |                 | 16 ottobre 1960   |                 |
| 6  | Mano Nera                     |                 | 23 ottobre 1960   |                 |
| 7  | A Bullet for the Teacher      |                 | 30 ottobre 1960   |                 |
| 8  | The Witch of Hound Dog        |                 | 6 novembre 1960   |                 |
| 9  | Thunder from the North        |                 | 13 novembre 1960  |                 |
| 10 | The Maverick Line             |                 | 20 novembre 1960  |                 |
| 11 | Bolt from the Blue            |                 | 27 novembre 1960  |                 |
| 12 | Kiz                           |                 | 4 dicembre 1960   |                 |
| 13 | Dodge City or Bust            |                 | 11 dicembre 1960  |                 |
| 14 | The Bold Fenian Men           |                 | 18 dicembre 1960  |                 |
| 15 | Destination Devil's Flat      |                 | 25 dicembre 1960  |                 |
| 16 | A State of Siege              |                 | 1º gennaio 1961   |                 |
| 17 | Family Pride                  |                 | 8 gennaio 1961    |                 |
| 18 | The Cactus Switch             |                 | 15 gennaio 1961   |                 |
| 19 | Dutchman's Gold               |                 | 22 gennaio 1961   |                 |
| 20 | The Ice Man                   |                 | 29 gennaio 1961   |                 |
| 21 | Diamond Flush                 |                 | 5 febbraio 1961   |                 |
| 22 | Last Stop Oblivion            |                 | 12 febbraio 1961  |                 |
| 23 | Flood's Folly                 |                 | 19 febbraio 1961  |                 |
| 24 | Maverick at Law               |                 | 26 febbraio 1961  |                 |
| 25 | Red Dog                       |                 | 5 marzo 1961      |                 |
| 26 | The Deadly Image              |                 | 12 marzo 1961     |                 |
| 27 | Triple Indemnity              |                 | 19 marzo 1961     |                 |
| 28 | The Forbidden City            |                 | 26 marzo 1961     |                 |
| 29 | Substitute Gun                |                 | 2 aprile 1961     |                 |
| 30 | Benefit of the Doubt          |                 | 9 aprile 1961     |                 |
| 31 | The Devil's Necklace (Part 1) |                 | 16 aprile 1961    |                 |
| 32 | The Devil's Necklace (Part 2) |                 | 23 aprile 1961    |                 |

## The Bundle from Britain
- Diretto da: Leslie H. Martinson
- Soggetto di: Primo Saxon

### Trama
- Guest star: Robert Douglas (Herbert), Robert Casper (Freddie Bognor), Diana Crawford (Molly), Laurie Main (Marquis of Bognor), Clancy Cooper (McGee), Mickey Simpson (Pecos), Max Baer, Jr. (Brazos), Rusty Wescoatt (Muldoon), Alberto Morin (impiegato dell'hotel), I. Stanford Jolley (capitano Kratkovich), Bob Terhune (conducente della diligenza), Nick Dimitri (Stage passeggero), Bob Morgan (Bodyguard)

## Hadley's Hunters
- Diretto da: Leslie H. Martinson
- Scritto da: Patrick Wallace (sceneggiatura), William Henderson (soggetto) e Jeanne Nolan (soggetto)

### Trama
- Guest star: Edgar Buchanan (sceriffo Hadley), Andra Martin (Molly Brewster), Harry Harvey (Brewster), Robert J. Wilke (Deputy McCabe), Howard McNear (Copes), James Gavin (Deputy Smith), Peter Brown (Deputy Johnny McKay), Clint Walker (Cheyenne Bodie), Ty Hardin (Bronco Layne), Will Hutchins (Tom Brewster), John Russell (Marshal Dan Troup), Edd Byrnes (Kookie), Herb Vigran (Pender), George Kennedy (Deputy Jones), Roscoe Ates (Albert), Murray Alper (Gus), Gregg Barton (Boggs), Craig Duncan (Wesley), Robert Colbert (Cherokee Evans)

## The Town That Wasn't There
- Diretto da: Herbert L. Strock
- Soggetto di: Dick Lederer

### Trama
- Guest star: Merry Anders (Maggie Bradford), Richard Hale (Wilbur Starks), John Astin (Joe Lambert), Forrest Lewis (Old Timer), Craig Duncan (Jake Moody), Lane Chandler (sceriffo Crane), Jon Lormer (Sam Bradford), Alexander Campbell (Horatio Cromwell), Bruce Wendell (Henry Pitkin), Richard H. Cutting (Ralph Hobbs), Steve Pendleton (Marshal McCoy), Hank Patterson (cittadino)

## Arizona Black Maria
- Diretto da: Lew Landers
- Scritto da: Arthur Paynter (sceneggiatura) e Lew Landers (soggetto)

### Trama
- Guest star: Joanna Barnes (Daphne Tolliver), Alan Hale, Jr. (Jim Pattishall), Gary Murray (Red Feather), John Holland (Farnsworth Malloy), Don 'Red' Barry (Dishonest Abe), Terence de Marney (Fingers Louie), Harry Swoger (Rufus), Art Stewart (Lem), Charles Stevens (Apache Chief)

## Last Wire from Stop Gap
- Diretto da: Lee Sholem
- Scritto da: Herman Epstein (sceneggiatura) e Primo Saxon (soggetto)

### Trama
- Guest star: Olive Sturgess (Phyllis Hulett), Tol Avery (Hulett), Lane Bradford (Beldon), Richard Reeves (cercatore), Stephen Colt (Devers), Robert Cornthwaite (Wembley), John Cason (Clay), James Chandler (Ryan), Don Hardy (sceriffo)

## Mano Nera
- Diretto da: Reginald LeBorg
- Scritto da: Leo Gordon (sceneggiatura) e Tom Kilpatrick (soggetto)

### Trama
- Guest star: Gerald Mohr (Giacamo Baretti), John Beradino (Giovanni Marchese), Nesdon Booth (Hotel Detective), Paul Bryar (ufficiale Noonan), Anthony Caruso (tenente Petrino), Myrna Fahey (Carla Marchese), Arthur Marshall (impiegato dell'hotel), Frank Wilcox (Chief Rawlins)

## A Bullet for the Teacher
- Diretto da: Coles Trapnell
- Scritto da: Paul Leslie Peil (sceneggiatura), Leo Gordon (sceneggiatura), Barry Cohon (soggetto) e Larry Franklin (soggetto)

### Trama
- Guest star: Kathleen Crowley (Florence Baker), Bing Russell (Luke Storm), Brad Johnson (Jim Reardon), Arch Johnson (sindaco Burch), Joan Tompkins (Mary Burch), Sammy Jackson (Walter Burch), Henry Brandon (Rand Storm), Max Baer, Jr. (Chuck), Fred Sherman (impiegato), John Harmon (Depot Agent), Carol Nicholson (Elvira), Tom London (coltivatore), Lynn Cartwright (Ann Shepard)

## The Witch of Hound Dog
- Diretto da: Leslie Goodwins
- Scritto da: Mae Malotte

### Trama
- Guest star: Anita Sands (Nancy Sutliff), Wayde Preston (Luke Baxter), Sheldon Allman (Ox Sutliff), Phil Tully (Cyrus), Dorothea Lord (Miss Turner), William B. Corrie (Zack Sutliff)

## Thunder from the North
- Diretto da: William Dario Faralla
- Scritto da: Leo Townsend

### Trama
- Guest star: Robert Warwick (Chief Standing Bull), Andra Martin (Pale Moon), Janet Lake (Kitty O'Hearn), Jack Mather (colonnello O'Hearn), George Keymas (War Shirt), Richard Coogan (Hank Larson), John Zaccaro (Judd Marsh), Trent Dolan (tenente), Gary Conway (Orderly), Miguel Ángel Landa (Swift Wolf)

## The Maverick Line
- Diretto da: Leslie Goodwins
- Scritto da: Wells Root e Ron Bishop

### Trama
- Guest star: Buddy Ebsen (Rumsey Plumb), Peggy McCay (Polly Goodin), Charles Fredericks (Shotgun Sparks), Will Wright (Atherton Flayger), Alan Reynolds (Phineas Cox), Chubby Johnson (Dutch Wilcox), C. Alvin Bell (Bandy)

## Bolt from the Blue
- Diretto da: Robert Altman
- Scritto da: Robert Altman

### Trama
- Guest star: Fay Spain (Angelica Garland), Will Hutchins (avvocato), Richard Hale (giudice Hookstratten), Tim Graham (Ebenezer Bolt), Charles Fredericks (Starkey), Percy Helton (Bradley), Owen Bush (Benson January), Arnold Merritt (Junior), Connie Van (impiegato dell'hotel)

## Kiz
- Diretto da: Robert Douglas
- Scritto da: Leo Townsend e Laszlo Gorog

### Trama
- Guest star: Kathleen Crowley (Kiz Bouchet), Peggy McCay (Melissa Bouchet), Thomas Browne Henry (Hanford), Emory Parnell (Hank), Max Baer, Jr. (Ezra, the Ticket Taker), Don Beddoe (Chief Thorpe), Whit Bissell (Clement Samuel), Tristram Coffin (dottor Pittman), Claude Stroud (Henry), Gilchrist Stuart (giocatore di poker), Chuck Hicks (Gentleman Joe Bartlett)

## Dodge City or Bust
- Diretto da: Irving J. Moore
- Scritto da: Herman Epstein

### Trama
- Guest star: Howard McNear (Dangerfield Sheriff), Diana Millay (Diana Dangerfield), Peter Whitney (Ollie Brock), Med Flory (Deputy Ben Nevers), Mickey Morton (Rockford Sheriff), Harry Tyler (negoziante), Kelly Thordsen (Robber), Dick Elliott (giocatore di poker)

## The Bold Fenian Men
- Diretto da: Irving J. Moore
- Scritto da: Robert Vincent Wright

### Trama
- Guest star: Herb Vigran (Ed Cramer), Arthur Shields (Terence Fogarty), Arch Johnson (colonnello Summers), James O'Hara (Sean Flaherty), Harvey Johnson (Charles Donovan), Mickey Finn (Michael O'Connell), Jack Livesey (Patrick Hunter), Lane Bradford (sergente Hanson), Bert Russell (Orson Holt), Sharon Hugueny (Deirdre Fogarty)

## Destination Devil's Flat
- Diretto da: James V. Kern
- Scritto da: Robert Vincent Wright (sceneggiatura) e Neil Nelson (soggetto)

### Trama
- Guest star: Peter Breck (sceriffo Dan Trevor/Clay Corey), Merry Anders (Marybelle McCall), Frank Ferguson (Deacon Eaker), Chubby Johnson (Oscar), Patrick Westwood (Snake Randall), Richard Reeves (Bull Crumpett), Chuck Hayward (guardia), Harry Swoger (conducente), Tipp McClure (guardia), Helen Mayon (Mrs. Amber)

## A State of Siege
- Diretto da: Robert B. Sinclair
- Scritto da: Larry Welch (sceneggiatura) e Robert Louis Stevenson (soggetto)

### Trama
- Guest star: Slim Pickens (conducente della diligenza), Ray Danton (Don Felipe Archelata), Lisa Gaye (Soledad Lazarro), Joe De Santis (Don Manuel Lazarro), Bella Bruck (Mamacita), Ref Sanchez (Yaquito), Raoul De Leon (Don Roberto Lopez)

## Family Pride
- Diretto da: John Ainsworth
- Scritto da: Catherine Kuttner

### Trama
- Guest star: Olan Soule (impiegato dell'hotel), Denver Pyle (Jerry O'Brien), Anita Sands (Roseanne Warren), Karl Swenson (generale Josiah Warren), Robert Cornthwaite (Honest John Crippen), Wallace Rooney (Wallace), Dorothea Lord (Mrs. Hale), Stacy Keach, Sr. (Mashal)

## The Cactus Switch
- Diretto da: George Waggner
- Scritto da: Fenton Earnshaw

### Trama
- Guest star: Fay Spain (Lana Cane), Edgar Buchanan (Red Daniels), Peter Hansen (Lawrence DeVille), Carolyn Komant (Flossie), Chubby Johnson (Andy Gish), Lane Chandler (sceriffo Wright), Walter Reed (Ed Spencer), Robert Logan (Ben Daniels), Brad Weston (Mutt Craver), Gayla Graves (Dottie Rand), Tom Gibson (Jimmy Daniels)

## Dutchman's Gold
- Diretto da: Robert Douglas
- Scritto da: William Bruckner (sceneggiatura) e Jerry Capehart (soggetto)

### Trama
- Guest star: Mala Powers (Charlotte Simmons), Jacques Aubuchon (The Dutchman), Carlos Romero (Ricardo Padilla), Sheldon Allman (Vernon Tripp), Frank Sully (Charlie), David Potter (Sandy Tripp), Bob Grossman (Ramon)

## The Ice Man
- Diretto da: Charles Haas
- Scritto da: Peter Germano (sceneggiatura) e Palmer Thompson (soggetto)

### Trama
- Guest star: Andrew Duggan (Calvin Powers), Bruce Gordon (Rath Lawson), Shirley Knight (Nancy Powers), James Seay (sceriffo McCrary), Virginia Gregg (Abby Cravin), Nelson Olmsted (dottor Eli Sayles), Sid Kane (Carl Stone), Art Stewart (Tom Wales), John Kellogg (Ben Stricker), John Truax (Brazos)

## Diamond Flush
- Diretto da: Andrew McCullough
- Scritto da: Paul Leslie Peil (sceneggiatura), Leo Gordon (sceneggiatura), Coles Trapnell (soggetto) e Don Tait (soggetto)

### Trama
- Guest star: Roxane Berard (Danielle de Lisle), Dan Tobin (Ralph Ferguson), Anna Lee (Helene Ferguson), Phil Tully (Tim O'Rourke), Ted de Corsia (Amos Parker), Sig Ruman (August Bockenheimer), K. L. Smith (Dave Dawson), Charles Davis (impiegato dell'hotel), Carl Esmond (Comte de Lisle)

## Last Stop Oblivion
- Diretto da: John Ainsworth
- Scritto da: Howard Browne

### Trama
- Guest star: Buddy Ebsen (Nero Lyme), Suzanne Lloyd (Laura Nelson), Don 'Red' Barry (Woodrow Smith), Maurice Manson (Bascombe Sunday), Paul Birch (sceriffo Miller), Hampton Fancher (Tate McKenna), Virginia Christine (Verna Lyme), Bob Ross (Dave Lyme), Rayford Barnes (Dirk Lyme), Bud Osborne (Sam Overman)

## Flood's Folly
- Diretto da: Irving J. Moore
- Scritto da: George F. Slavin (sceneggiatura), Coles Trapnell (soggetto), Don Tait (soggetto) e George F. Slavin (soggetto)

### Trama
- Guest star: Alan Baxter (giudice John Scott), Marlene Willis (Sally Flood), Jeanne Cooper (Martha Flood), Michael Pate (Chet Whitehead), Ric Roman (Emory), John Cliff (Elkins)

## Maverick at Law
- Diretto da: John Ainsworth
- Scritto da: David Lang

### Trama
- Guest star: Gage Clarke (Myron Emerson), Tol Avery (Cyrus Murdock), Dolores Donlon (Clover McCoy), Ken Mayer (sceriffo Starrett), Dan White (Pop), James Anderson (Wooster), Kem Dibbs (McGaffy)

## Red Dog
- Diretto da: Paton Price
- Scritto da: Montgomery Pittman

### Trama
- Guest star: John Carradine (giudice Reese), Mike Road (Buckskin Charlie King), Lee Van Cleef (Wolf McManus), Sherry Jackson (Erma Kerr), Joseph Gallison (Kid Kerr)

## The Deadly Image
- Diretto da: John Ainsworth
- Scritto da: Leo Gordon (sceneggiatura), Paul Leslie Peil (sceneggiatura), Don Tait (soggetto) e Coles Trapnell (soggetto)

### Trama
- Guest star: Jack Kelly (Rod Claxton), Gerald Mohr (Gus Tellson), Dawn Wells (Caprice Rambeau), Abraham Sofaer (Papa Rambeau), Harvey Johnson (sergente Rafferty), Robert Ridgely (tenente Reed), Kelly Thordsen (Hammett), Bartlett Robinson (capitano Ransom)

## Triple Indemnity
- Diretto da: Leslie H. Martinson
- Scritto da: Irene Winston

### Trama
- Guest star: Peter Breck (Doc Holliday), Alan Hewitt (George Parker), Charity Grace (Mrs. Parker), Ed Nelson (Bill Parker), Mickey Simpson (Cabelle), Don Beddoe (dottor Whalen), Laurie Mitchell (Ellen), J. Edward McKinley (Sam Landry)

## The Forbidden City
- Diretto da: Richard C. Sarafian
- Soggetto di: Don Tait e Coles Trapnell

### Trama
- Guest star: Nina Shipman (Joanne Moss), Lisa Montell (Andalucía Rubio), Jack Mather (sindaco Clyde Moss), Jeff De Benning (Dave Taylor), Thomas Browne Henry (McGuire), Robert Foulk (sceriffo Sam Shadley), Gertrude Flynn (Nettie Moss), Vladimir Sokoloff (Pedro Rubio), Bill Erwin (impiegato dell'hotel), Craig Duncan (Val Joyce)

## Substitute Gun
- Diretto da: Paul Landres
- Soggetto di: Berne Giler

### Trama
- Guest star: Coleen Gray (Greta Blauvelt), Joan Marshall (Connie Malone), Robert Rockwell (Tom Blauvelt), Carlos Romero (Clete Spain), Walter Sande (sceriffo Lou Coleman), Jackie Searl (Smiley Drake), Norman Leavitt (Ezra Gouch), Harry Seymour (suonatore piano), Joseph Hamilton (Stableman), Boyd 'Red' Morgan (barista), Bob Terhune (attaccabrighe #1), Bennie E. Dobbins (attaccabrighe #2)

## Benefit of the Doubt
- Diretto da: Paul Landres
- Scritto da: David Lang

### Trama
- Guest star: Slim Pickens (Roscoe), George D. Wallace (sceriffo Holley), Trevor Bardette (Bert Coleman), Randy Stuart (Mavis Todd), John Alderson (Zindler), Mort Mills (McGavin), Elizabeth MacRae (Emily Todd)

## The Devil's Necklace (Part 1)
- Diretto da: Paul Landres
- Scritto da: William Bruckner (sceneggiatura), Don Tait (soggetto) e Coles Trapnell (soggetto)

### Trama
- Guest star: John Dehner (Luther Cannonbaugh), John Archer (maggiore Reidinger), Rita Lynn (Edith Reidinger), Michael Forest (Bob Tallhorse), Kasey Rogers (Angel Score), Steve Brodie (capitano Score), John Hoyt (generale Bassington), Sharon Hugueny (Tawny), Rayford Barnes (caporale Cassidy), Chad Everett (tenente Gregg), Jerry O'Sullivan (tenente Torrance)

## The Devil's Necklace (Part 2)
- Diretto da: Paul Landres
- Scritto da: William Bruckner (sceneggiatura), Coles Trapnell (soggetto) e Don Tait (soggetto)

### Trama
- Guest star: John Dehner (Luther Cannonbaugh), Michael Forest (Bob Tallhorse), John Archer (maggiore Reidinger), Steve Brodie (capitano Score), Rita Lynn (Edith Reidinger), John Hoyt (generale Bassington), Sharon Hugueny (Tawny), Rayford Barnes (caporale Cassidy), Chad Everett (tenente Gregg), Jerry O'Sullivan (tenente Torrance)